# Hieracium excubitum
Hieracium excubitum es una especie de planta con flor del género Hieracium, de la familia Asteraceae, orden Asterales.

## Distribución
Hieracium excubitum se distribuye por Suecia y Rusia.

## Taxonomía
Fue descrita científicamente por Elfstrand.
Tratamiento taxonómico
La especie aparece registrada y publicada en Svensk Bot. Tidskr.